# Detecció de la presa
La detecció de la presa és el procés pels quals els depredadors són capaços de detectar i localitzar la seva presa a través de senyals del sistema sensorial.

## Evolució

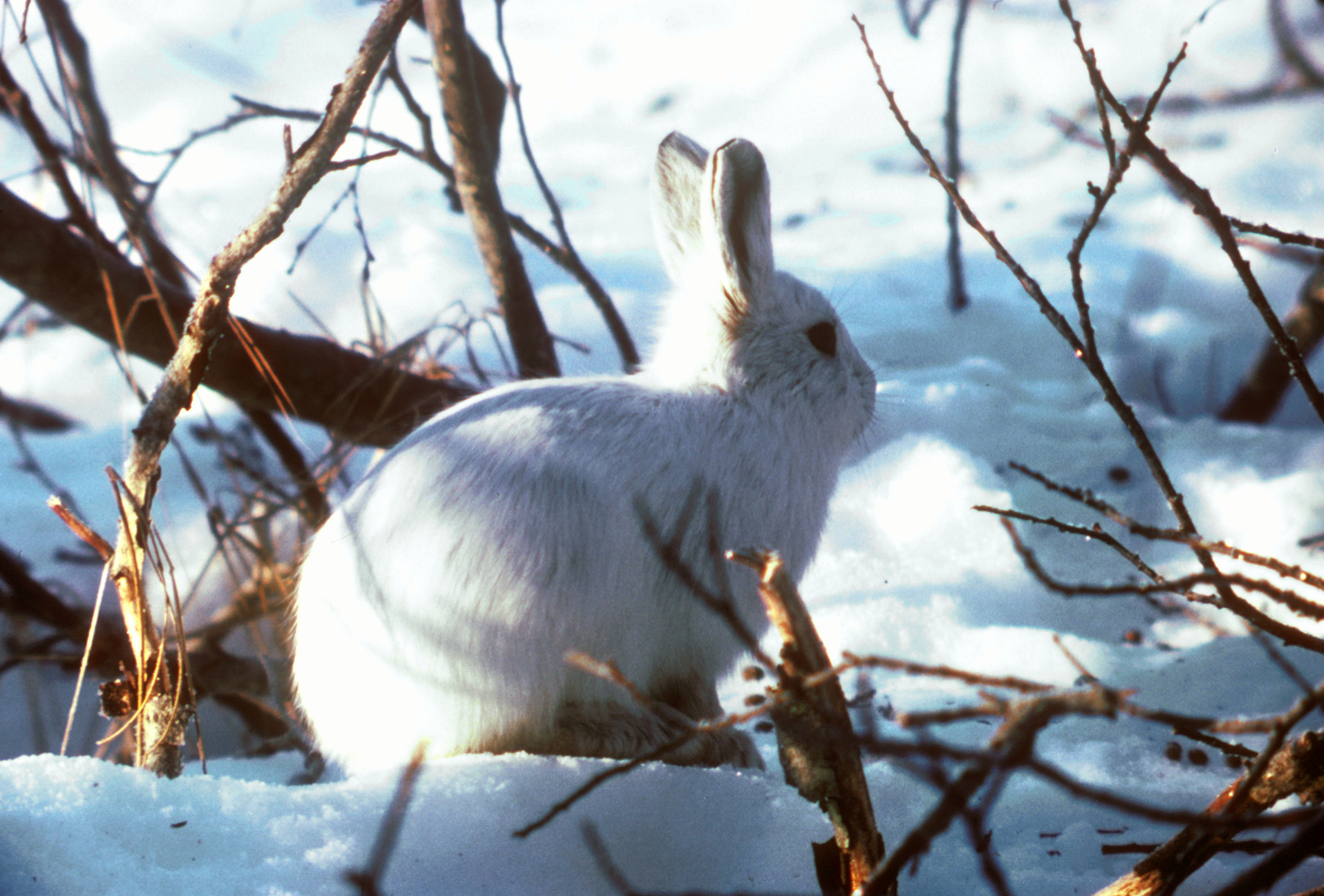
La llebre àrtica té adaptacions com la de la coloració críptica per ajudar-la a evitar ser depredada.

Els depredadors es troben en una cursa evolutiva d'armaments respecte a les seves preses per les quals les mutacions avantatjoses es conserven per la selecció natural. Al seu torn els depredadors també estan subjectes a una pressió selectiva. La cripsi són les adaptacions de les preses que els permeten evitar la protecció i la cripsi pot implicar l'evasió temporal com és la nocturnitat, els mètodes de comportament com el d'amagar-se i les adaptacions que no són de comportament com el camuflatge.
Sovint es combinen les característiques de comportament i les passives (vegeu mimetisme) 

## Detecció de la presa usant diferents sentits
Els sistemes sensorials inclouen el sistema visual, el sistema olfatori, el sistema auditiu i els sistema somatosensorial (tacte). Els sistemes de detecció també es poden dividir en detecció directa i pistes indirectes (com la de l'olor o la seva orina).

### Visuals

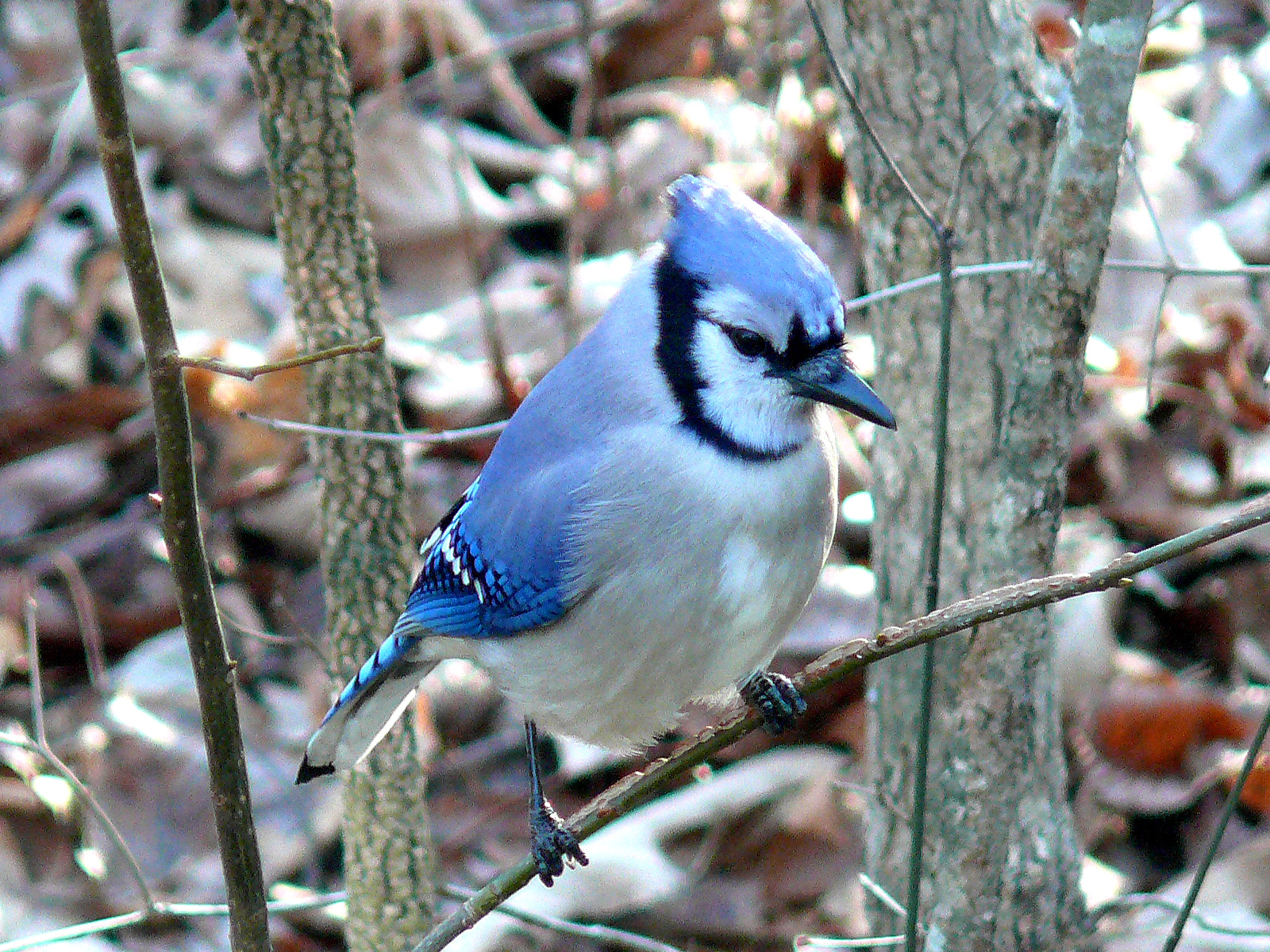
Els experiments en la garsa blava suggereixen que forma una imatge de recerca de les seves preses.

Els predadors visuals poden formar una imatge de recerca de certes preses.
Els depredadors no necessiten localitzar les seves preses directament: els xoriguers per exemple, són capaços de detectar les femtes i l'orina de les seves preses (les quals reflecteixen la ultraviolada), permetent identificar les zones on hi ha gran nombre de rosegadors, per exemple. Aquesta adaptació és essencial per detectar les preses, ja que els rosegadors són molt ràpids per a aquests depredadors.

### Químics
Alguns depredadors especialitzats com alguns coleòpters poden localitzar la seva presa escolitís usant feromona.

### Auditius
Són especialment importants en els depredadors nocturns. L'òliba (Tyto alba) es basa en sorolls fets per la seva presa i ho fa amb gran precisió. Els ratpenats tenen la capacitat de l'ecolocalització per localitzar els insectes voladors encara que aquests no facin soroll.

## Detecció per seguiment

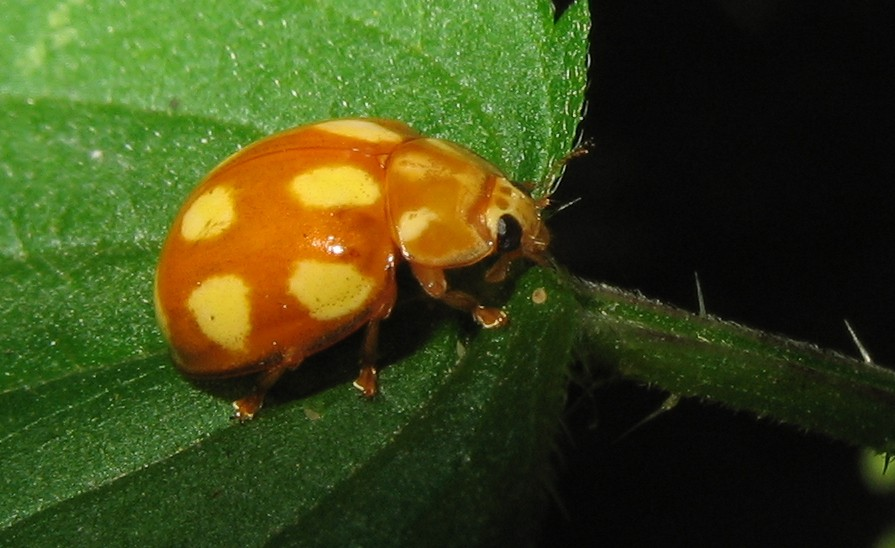
La Calvia decemguttata té colors amb senyals de toxicitat.

Les plantes o animals aposemàtics tenen coloracions vistoses que serveixen d'advertència perquè els depredadors, basats en experiències anteriors, no se'ls mengin. Alguns animals tenen formes per a despistar com és en alguns insectes amb caps falsos.